# Björn Dirk Krapohl
Björn Dirk Krapohl (* 26. Januar 1965 in Kettwig) ist ein deutscher Facharzt für Plastische Chirurgie, Ästhetische Chirurgie und Handchirurgie. Er ist Mediziner mit deutschem und US-amerikanischem Hochschulabschluss, Professor an der Medizinischen Fakultät der Universität zu Lübeck mit zusätzlicher Lehrassoziation an der Charité – Universitätsmedizin Berlin und Chefarzt am St. Marien-Krankenhaus Berlin.

## Leben
Krapohl studierte von 1986 bis 1994 Humanmedizin an den Universitäten Gießen, Aachen, Paris (Frankreich), London (Kanada), Toronto (Kanada), Philadelphia (USA) und Köln. 1995 erfolgte die Promotion und Approbation an der Universität zu Köln, außerdem die US-amerikanische Berufszulassung (ECFMG License), Philadelphia, USA. Bis 2003 arbeitete Krapohl als Arzt in verschiedenen Kliniken, darunter der Unfallchirurgischen Klinik der Medizinischen Hochschule Hannover bei Harald Tscherne, der Klinik für Handchirurgie, Replantationszentrum, Rhön-Klinikum AG, Bad Neustadt an der Saale, am Department of Plastic and Reconstructive Surgery, The Cleveland Clinic Foundation, Cleveland, USA und Section of Telerobotics, Jet Propulsion Laboratory, NASA, Pasadena, USA. Krapohl wurde 2003 Facharzt für Plastische Chirurgie. Im selben Jahr habilitierte er sich im Fach Plastische Chirurgie und Venia legendi für das Fach Plastische Chirurgie an der Universität zu Lübeck. 2004 erhielt er auch die Venia docendi für das Fach Plastische Chirurgie an der Medizinischen Universität Wien. Die Zusatzbezeichnung Handchirurgie erhielt er 2005.
2003 bis 2005 war er Arzt in der Abteilung für Plastische Chirurgie und Wiederherstellungschirurgie, Krankenhaus Lainz und Niedergelassener Arzt in eigener Privatpraxis für Plastische, Ästhetische und Handchirurgie in Wien. 2005 wurde Krapohl Leiter des Departments Plastische Chirurgie und Handchirurgie am Bundeswehrkrankenhaus Berlin und Konsiliar am Centrum für Muskuloskeletale Chirurgie der Charité. 2007 wurde er zum Lehrbeauftragten der Charité am Bundeswehrkrankenhaus Berlin und Lehrassoziation an der Charité – Universitätsmedizin Berlin ernannt. Es folgte eine Berufung als ehrenamtlicher Richter am Truppendienstgericht Nord, Potsdam, im Jahr 2008. Im selben Jahr erhielt er die Ernennung zum außerplanmäßigen Professor, Universität zu Lübeck. 2010 bis 2011 war er Gastdozent an der Medizinischen Fakultät der Militärakademie Hanoi, Vietnam und 2012 auch Gastprofessor an der Staatlichen Medizinischen Hochschule Tiflis, Georgien.
2014 wurde Krapohl Leiter der Sektion Plastische Chirurgie am Centrum für Muskuloskeletale Chirurgie der Charité – Universitätsmedizin Berlin. 2015 wurde er Chefarzt der Klinik für Plastische und Ästhetische Chirurgie, Rekonstruktive Mikrochirurgie und Handchirurgie am St. Marien-Krankenhaus Berlin, Konsiliar der Charité für rekonstruktive Chirurgie und kindliche Handchirurgie und Konsiliar für Brustrekonstruktion. 2018 erfolgte die Berufung an das Carl-Thiem-Klinikum Cottbus, um hier das Fachgebiet Plastische Chirurgie zu etablieren.

## Klinisch-wissenschaftlicher Beitrag
Seit Beginn seiner universitären Laufbahn lagen Krapohls Hauptinteressen in der Mikrochirurgie der Nerven und Gefäße. Während seiner Tätigkeit an der Cleveland Clinic arbeitete er an den frühen Tiermodellen für Extremitäten- und Organtransplantationen. Im Weiteren entwickelte Krapohl dort Tiermodelle für die mikrovaskuläre Thrombose und Thrombolyse. Im Jahre 1997 konnte das Jet Propulsion Laboratory der NASA Krapohl dafür gewinnen, den Prototyp eines mikrochirurgischen Operationsroboters zusammen mit den Ingenieuren der NASA zu entwickeln. Auch in seinem klinischen Wirken legte er später einen Schwerpunkt auf die Mikrochirurgie und insbesondere auf die Replantationschirurgie der Extremitäten.
Im Rahmen seiner militärärztlichen Tätigkeit am Bundeswehrkrankenhaus Berlin entwickelte er einen neuen Schwerpunkt in der Brustchirurgie. Er wies nach, dass bei Wachsoldaten durch den Karabineranschlag einseitiges Brustwachstum stimuliert werden kann. Er untermauerte damit die Ätiologie der mechanisch-induzierten Gynäkomastie und war später in die Erstellung der AWMF-Leitlinien für die Gynäkomastie im Erwachsenenalter eingebunden.

## Ehrungen und Auszeichnungen
Preis der Ohio Valley Society for Plastic Surgeons, Indianapolis, USA (1997)

## Mitgliedschaften in Fachgesellschaften
- seit 1998: Deutschsprachige Arbeitsgemeinschaft für Mikrochirurgie der peripheren Nerven und Gefäße (DAM)
- seit 2004: Deutsche Gesellschaft der Plastischen, Rekonstruktiven und Ästhetischen Chirurgen (DGPRÄC)
- seit 2004: Österreichische Gesellschaft für Handchirurgie (ÖGH) und Deutschsprachige Arbeitsgemeinschaft für Handchirurgie (DAH)
- seit 2005: Landesverband Berlin der Deutschen Gesellschaft der Plastischen, Rekonstruktiven und Ästhetischen Chirurgen
- seit 2007: Berliner Chirurgische Gesellschaft
- seit 2008: Deutsche Gesellschaft für Plastische und Wiederherstellungschirurgie (DGPW), Sektionsleiter Ästhetische Chirurgie
- seit 2011: Deutsche Gesellschaft für Verbrennungsmedizin (DGV)
- seit 2013: Gesellschaft für Rekonstruktive und Ästhetische Intimchirurgie Deutschland
- Seit 2007: Deutsche Gesellschaft für Wehrmedizin und Wehrpharmazie
- Seit 2015: Verband der Leitenden Krankenhausärzte Deutschlands (VLK)
- Seit 2016: Expertennetzwerk des Berliner Centrums für Musikermedizin (der Charité – Universitätsmedizin Berlin, der Hochschule Hanns Eisler für Musik Berlin und der Universität der Künste Berlin)

## Publikationen
- Publikationsliste: Krapohl B